# Jungchon-dong
Jungchon-dong (koreanska: 중촌동) är en stadsdel i staden Daejeon i den centrala delen av Sydkorea, 
140 km söder om huvudstaden Seoul.  Den ligger i stadsdistriktet Jung-gu.